# 四郎镇
四郎镇，是中华人民共和国陕西省汉中市洋县一个已撤销的乡级行政区，2015年，陕西省民政厅批复同意撤销四郎镇，将其所辖行政区域划归纸坊街道。